# Cicaduloida
Cicaduloida är ett släkte av insekter. Cicaduloida ingår i familjen dvärgstritar.
Kladogram enligt Catalogue of Life:
| Cicaduloida | \| \| Cicaduloida monticola \| \| \| \| \| \| Cicaduloida pacifica \| \| \| \| |
|             | \| \| Cicaduloida monticola \| \| \| \| \| \| Cicaduloida pacifica \| \| \| \| |
|             | Cicaduloida monticola                                                          |
|             |                                                                                |
|             | Cicaduloida pacifica                                                           |
|             |                                                                                |